# وزير البيئة والمياه والزراعة (السعودية)
وزير البيئة والمياه والزراعة في المملكة العربية السعودية هو عضو في حكومة خادم الحرمين الشريفين.
هو الوزير المسؤول عن سياسة البيئة والمياه والزراعة بالسعودية، ويتولى هذا المنصب حاليا المهندس عبد الرحمن بن عبدالمحسن الفضلي.

## لائحة الوزراء
| من تقويم هجري        | إلى تقويم هجري       | من تقويم ميلادي | إلى تقويم ميلادي | الوزير                         | ملاحظات                                               |
| -------------------- | -------------------- | --------------- | ---------------- | ------------------------------ | ----------------------------------------------------- |
| 18 ربيع الثاني 1373  | 20 ربيع الأول 1375   | 1953            | 1955             | سلطان بن عبد العزيز آل سعود    |                                                       |
| 20 ربيع الأول 1375   | 5 جمادى الثانية 1375 | يناير 15, 1955  | نوفمبر 30, 1955  | عبد العزيز السديري             | توفي في 30 نوفمبر 1955، بعد شغله للمنصب لمدة شهر ونصف |
| 5 جمادى الثانية 1375 | 3 رجب 1380           | يناير 15, 1956  | مايو 13, 1960    | خالد السديري                   |                                                       |
| 3 رجب 1380           | 9 شوال 1381          | ديسمبر 21, 1960 | سبتمبر 11, 1961  | عبد الله محمد الدباغ           | [ 2 ]                                                 |
| 9 شوال 1381          | 3 جمادى الثانية 1382 | 1961            | 1962             | عبد الرحمن الشيخ               |                                                       |
| 3 جمادى الثانية 1382 | 21 ربيع الثاني 1384  | 1962            | 1964             | إبراهيم السويلم                |                                                       |
| 21 ربيع الثاني 1384  | 8 شوال 1395          | 1964            | 1974             | حسن المشاري                    |                                                       |
| 8 شوال 1395          | 5 جمادى الثانية 1415 | 1974            | 1994             | عبد الرحمن الشيخ               |                                                       |
| 5 جمادى الثانية 1415 | 5 ربيع الأول 1416    | 1994            | 1995             | عبد العزيز الخويطر             |                                                       |
| 6 ربيع الأول 1416    | 5 ربيع الأول 1424    | 1995            | 2002             | عبد الله بن عبد العزيز بن معمر |                                                       |
| 6 ربيع الأول 1424    | 16 صفر 1436          | مايو 1, 2003    | ديسمبر 8, 2014   | فهد بن عبد الرحمن بالغنيم      |                                                       |
| 17 صفر 1436          | 16 ربيع الثاني 1436  | ديسمبر 8, 2014  | يناير 29, 2015   | وليد الخريجي                   |                                                       |
| 17 ربيع الثاني 1436  |                      | فبراير 7, 2015  |                  | عبد الرحمن الفضلي              |                                                       |

## وصلات خارجية
- الموقع الرسمي لوزارة البيئة والمياه والزراعة (السعودية)